# Polycentropus intricatus
Polycentropus intricatus är en nattsländeart som beskrevs av Morton 1910. Polycentropus intricatus ingår i släktet Polycentropus och familjen fångstnätnattsländor. Inga underarter finns listade i Catalogue of Life.